# Donald Rumsfeld
Donald Henry Rumsfeld (9. července 1932, Evanston – 29. června 2021 Taos) byl americký politik a obchodník. Hned dvakrát byl důležitým členem administrativy amerického prezidenta. Poprvé v éře Geralda Forda, podruhé za George W. Bushe.

## Kariéra
Po službě u letectva v americké armádě v letech 1953–1957 (jako letec) Rumsfeld nastartoval svou politickou kariéru již na začátku 60. let, kdy se nejprve angažoval ve svém rodném státě (Illinois), poté získal některé politické funkce za působení prezidenta Richarda Nixona.
V mezidobí mezi působeními jako ministr, v letech 1977–1985, vedl nadnárodní farmaceutickou společnost G.D. Searle & Company (tak dobře, že v letech 1980–1981 byl oceněn podnikatelem roku v tomto odvětví). Při pozdější akvizici společností Monsanto vydělal 12 milionů dolarů. V průběhu 80. a 90. let působil v kontrolních orgánech, valných hromadách, představenstvech a vyšším managementu desítek nejvýznamnějších amerických a mezinárodních obchodních a státních institucí, např. společnosti Carlyle Group nebo v komisích pro obchodní styky s Japonskem či státních úřadech v otázkách bezpečnosti a zahraniční politiky.
Rumsfeld byl dvakrát ministrem obrany Spojených států amerických, tento post vykonával v letech 1975–1977 pod vládou prezidenta Geralda Forda a naposledy v administrativě George W. Bushe a je tak současně nejmladším i nejstarším člověkem, který v této funkci sloužil.
V letech 2002–2003 patřil – spolu se svým prvním náměstkem Paulem Wolfowitzem – mezi ideologické vůdce válečné kampaně do Iráku, kterou Spojené státy zahájily v březnu 2003. V týdnech a měsících, které tomu předcházely, se v médiích nechával spolu s dalšími politickými a armádními špičkami slyšet, že americké vedení si je jisté tím, že Irák a Saddam Husajn vyrábí zbraně hromadného ničení, které je schopno použít proti iráckému lidu a Izraeli; kromě toho, že irácký stát má přímé napojení na teroristickou skupinu Al-Káida a Husajnův režim je tak spoluzodpovědný za rozsáhlé teroristické útoky 11. září 2001 v USA. V roce 2016 odtajněná a zveřejněná zpráva pro JCS (Joint Chiefs of Staff) z té doby, která americké znalosti o iráckých programech ZHN popisuje jako nepravděpodobné, neznámé a schopnost Iráku použít balistické rakety s těmito zbraněmi jako pochybné, dokladuje, že Rumsfeld vědomě lhal.
V roce 2011 vydal své paměti pod názvem Known and Unknown: A Memoir.

## Rumsfeldova pravidla
Donald Rumsfeld byl znám tím, že si během kariéry sestavoval žebříček pravidel důležitých pro úspěšné řízení. Některá pravidla sám vytvořil. Jednou z prvních věcí, které vždy udělal při příchodu do jakékoli nové funkce, bylo, že aktuální verzi seznamu rozdal svým nejbližším spolupracovníkům a podřízeným.

## Osobní život
Od roku 1954 byl ženatý se svojí manželkou Joyce. Měli tři dospělé děti a 6 vnoučat. Jeho syn podniká v oblasti informačních technologií.
Zemřel 29. června 2021 ve věku 88 let.

## Vyznamenání
- Prezidentská medaile svobody s vyznamenáním – Spojené státy americké, 1977[9]
- velkokříž Řádu za zásluhy Polské republiky – Polsko, 8. července 2005 – udělil prezident Aleksander Kwaśniewski[10]
- speciální velkostuha Řádu zářící hvězdy – Tchaj-wan, 2011
- velkostuha Řádu vycházejícího slunce – Japonsko, 2015